# Cantonul Plouescat
Cantonul Plouescat este un canton din arondismentul Morlaix, departamentul Finistère, regiunea Bretania, Franța.

## Comune
- Lanhouarneau
- Plouescat (reședință)
- Plougar
- Plounévez-Lochrist
- Tréflez